# Куп Југославије у фудбалу 1956/57.
Куп Југославије у фудбалу 1956/57. је десето издање фудбалског куп такмичења Југославије, у којем је учествовало укупно 1705 клубова. У завршницу се пласирало 16 клубова (и то 6 из НР Србије, 4 из НР Хрватске и 3 из НР Босне и Херцеговине, по један клуб из НР Црне Горе, НР Македоније и НР Словеније).
Финална утакмица је одиграна 26. маја 1957. у Београду на Стадиону ЈНА.

## Учесници
| НР Србија                                                                                       | НР Хрватска                                             | НР Босна и Херцеговина                  | НР Црна Гора       | НР Словенија  | НР Македонија     |
| ----------------------------------------------------------------------------------------------- | ------------------------------------------------------- | --------------------------------------- | ------------------ | ------------- | ----------------- |
| Црвена звезда Партизан Београд БСК Београд Спартак Суботица Раднички Београд Војводина Нови Сад | Локомотива Загреб Динамо Загреб Пролетер Осијек Шибеник | Нафта Босански Брод Зеница Вележ Мостар | Будућност Титоград | Одред Љубљана | Работнички Скопље |

## Осмина финала
| бр. меча | 1. тим                | Резултат | 2. тим              |
| -------- | --------------------- | -------- | ------------------- |
| 1.       | Будућност Титоград    | 4:2      | Одред Љубљана       |
| 2.       | Црвена звезда Београд | 3:0      | Локомотива Загреб   |
| 3.       | Партизан Београд      | 3:1      | Динамо Загреб       |
| 4.       | Пролетер Осијек       | 1:0      | БСК Београд         |
| 5        | Шибеник               | 4:0      | Нафта Босански Брод |
| 6.       | Спартак Суботица      | 4:3      | Зеница              |
| 7.       | Вележ Мостар          | 0:1      | Раднички Београд    |
| 8.       | Војводина Нови Сад    | 4:0      | Работнички Скопље   |

## Четвртфинале
| бр. меча | 1. тим             | Резултат | 2. тим                |
| -------- | ------------------ | -------- | --------------------- |
| 1.       | Будућност Титоград | 0:2прод. | Војводина Нови Сад    |
| 2.       | Партизан Београд   | 4:2      | Црвена звезда Београд |
| 3.       | Раднички Београд   | 4:2      | Спартак Суботица      |
| 4.       | Шибеник            | 3:1      | Пролетер Осијек       |

## Полуфинале
| бр. меча | 1. тим           | Резултат | 2. тим             |
| -------- | ---------------- | -------- | ------------------ |
| 1.       | Партизан Београд | 7:0      | Шибеник            |
| 2.       | Раднички Београд | 3:1      | Будућност Титоград |

## Финале
| Утак. | Датум         | Клуб, Место       | Резултат | Клуб, Место       |
| ----- | ------------- | ----------------- | -------- | ----------------- |
| 1.    | 29. мај 1957. | Партизан, Београд | 5:3      | Раднички, Београд |

| Освајач Купа Југославије у фудбалу 1956/57. |
| ------------------------------------------- |
| ФК Партизан 4. титула.                      |

| Домаћи клуб                          | Резултат | Гостујући клуб |
| ------------------------------------ | --- | --- |
| Партизан                             | 5 : 3 (0:3) | Раднички Београд |
| Датум                                | 26. мај, 1957. | 26. мај, 1957. |
| Стадион                              | Стадион ЈНА, Београд | Стадион ЈНА, Београд |
| Гледалаца                            | | |
| Судија                               | Борче Неделковски, Скопље | Борче Неделковски, Скопље |
| Партизан (тренер:Флоријан Матекало)  | Славко Стојановић, Бруно Белин, Антон Херцег, Томислав Калоперовић, Велибор Милутиновић, Божидар Пајевић, Михаљ Месарош, Милош Милутиновић, Марко Валок, Стјепан Бобек, Бранко Зебец            | Славко Стојановић, Бруно Белин, Антон Херцег, Томислав Калоперовић, Велибор Милутиновић, Божидар Пајевић, Михаљ Месарош, Милош Милутиновић, Марко Валок, Стјепан Бобек, Бранко Зебец            |
| Раднички Београд (тренер: Иљеш Шпиц) | Благоје Видинић, Ђура Чокић, Владимир Одановић, Милан Љубеновић, Милорад Дискић, Немања Ристић, Александар Петаковић, Радивој Огњановић, Тихомир Марковић, Зоран Прљинчевић, Љубомир Огњановић. | Благоје Видинић, Ђура Чокић, Владимир Одановић, Милан Љубеновић, Милорад Дискић, Немања Ристић, Александар Петаковић, Радивој Огњановић, Тихомир Марковић, Зоран Прљинчевић, Љубомир Огњановић. |
| Стрелци                              | 0:1 Белин 5'(аг), 0:2 Петаковић 9', 0:3 Прљинчевић 25', 1:3 Валок 47', 2:3 Месарош 59', 3:3 Калоперовић 65' (пен.), 3:4 М. Милутиновић 67', 3:5 Зебец 47'.                                      | 0:1 Белин 5'(аг), 0:2 Петаковић 9', 0:3 Прљинчевић 25', 1:3 Валок 47', 2:3 Месарош 59', 3:3 Калоперовић 65' (пен.), 3:4 М. Милутиновић 67', 3:5 Зебец 47'.                                      |